# Nico Polychronidis
Nico Polychronidis (né le 8 novembre 1989 à Brême) est un sauteur à ski allemand et grec. Il concourt actuellement sous les couleurs grecques.

## Biographie
Nico Polychronidis est né à Brême d'un père allemand et d'une mère grecque.
Il commence le saut à ski à l'âge de six ans puis entre dans l'école de ski d'Oberstdorf quand il a douze ans. Il commence sa carrière sous les couleurs allemandes en 2004 et obtient un podium en Coupe continentale en mars 2009 à Pragelato. En 2012, il décide d'opter pour la nationalité grecque ce qui lui donne plus de chances de participer aux prochains Jeux olympiques. Il doit cependant s'abstenir un an de la compétition, avant de faire ses débuts en Coupe du monde en 2013 à Klingenthal, devant le premier grec à concourir à ce niveau. En 2014, il réussit à se qualifier pour les Jeux olympiques de Sotchi et est donc le premier sauteur grec à prendre part aux Jeux olympiques.

## Palmarès

### Jeux olympiques
| Épreuve / Édition | Sotchi 2014 |
| Petit tremplin    | 58e         |
| Grand tremplin    | 57e         |

### Championnats du monde
| Épreuve / Édition | Val di Fiemme 2013 |
| Petit tremplin    | 45e                |